# 592 Батшева
592 Батшева (592 Bathseba) — астероїд головного поясу, відкритий 18 березня 1906 року Максом Вольфом у Гейдельберзі.